# 王輝 (永樂進士)
王輝，福建福州府闽县人，明朝政治人物、進士出身。

## 生平
永樂十五年，福建丁酉乡试中舉。永樂十六年（1418年）联捷戊戌科進士。